# California-Plateau
Das California-Plateau ist eine etwa 3000 m hohe, wellige und eisbedeckte Hochebene im westantarktischen Marie-Byrd-Land. Sie liegt an der Ostflanke des Scott-Gletschers mit einer Ausdehnung von etwa 50 km Länge und zwischen 3 und 20 km Breite. Am südlichen Ende des Plateaus erhebt sich Mount Blackburn mit einer Höhe von 3275 m. Die Nordwestseite ist gekennzeichnet durch die steilen Kliffs des Watson Escarpment, die Südostseite hingegen fällt sanft auf das Niveau des zentralen Polarplateaus ab. 
Das Gebiet wurde durch Vermessungsarbeiten des United States Geological Survey und mithilfe von Luftaufnahmen der United States Navy von 1960 bis 1964 kartografisch erfasst. Das Advisory Committee on Antarctic Names benannte es 1967 zu Ehren der University of California, von der zahlreiche in Antarktika tätige Wissenschaftler unterschiedlicher Forschungsdisziplinen stammten.